# Harold Laski
Harold Joseph Laski (Manchester, 30 giugno 1893 – Londra, 24 marzo 1950) è stato un politico e politologo inglese docente alla London University, ed esponente del Partito Laburista inglese.

## Biografia
Nato in una famiglia borghese di Manchester di religione ebraica, figlio di un importatore di cotone, nel 1911, a soli 18 anni di età, contro il volere dei genitori sposò Frida Kerrey, una donna sei anni più anziana di lui, ideologicamente radicale e di religione cristiana. Dopo aver studiato per un breve periodo di tempo eugenetica all'University College, nel 1911 si iscrisse al New College (Università di Oxford). Dopo la laurea a Oxford, lavorò in un primo tempo per il Daily Herald, poi lasciò l'Inghilterra per insegnare scienze politiche dapprima alla McGill University di Montréal (dal 1914 al 1916) e poi ad Harvard (dal 1916 al 1920). In questo periodo scrisse Authority in the Modern State (1919) e The Foundations of Sovereignty, and Other Essays (1921) nei quali critica lo stato autoritario proponendo il pluralismo; tuttavia successivamente, in Grammar of Politics (1925), vedrà nello stato «the fundamental instrument of society» (lo strumento fondamentale della società)
Dopo il suo ritorno in Inghilterra nel 1920, Laski si iscrisse al Partito laburista e prese parte attiva alla campagna elettorale del 1923. Nel 1926 divenne docente di Scienze politiche alla London School of Economics and Political Science, incarico che mantenne fino alla sua morte. I suoi dubbi circa l'adozione di riforme sociali, durante la Grande Depressione, da parte della classe dirigente britannica lo portarono ad abbracciare una forma estrema di Marxismo. Per Laski, le difficoltà economiche del capitalismo avrebbero potuto comportare la distruzione della democrazia rappresentativa, per cui l'unica alternativa possibile alla crescente minaccia del fascismo in Europa era il socialismo. Nel 1945 divenne presidente del Partito laburista ed entrò in urto con Clement Attlee, presidente del consiglio britannico e laburista. Dopo la morte, la figura di Laski ha subito un'eclissi quasi totale. 
Il biografo di Laski, Michael Newman, ha scritto: «Convinto che i problemi del suo tempo fossero troppo urgenti per una piacevole riflessione accademica, Laski scrisse troppo, sopravvalutò la sua influenza e talvolta non riuscì a distinguere tra analisi e polemica. Ma era un pensatore serio e una personalità carismatica le cui opinioni sono state distorte perché si rifiutava di accettare le ortodossie della Guerra Fredda» Si è chiesto Eric Hobsbawm: «Come ha potuto un intellettuale, uno scrittore e una figura politica di tale notorietà cadere così completamente nell'oblio?» Per Hobsbawm, un giudizio infondato, Laski fu soprattutto, un oratore e un insegnante; ma non fu un pensatore originale né un buon scrittore, perché scriveva troppo, senza il necessario lavoro di autocritica e revisione. Norberto Bobbio, nella sua Autobiografia ricorda, invece, Laski con parole di notevole apprezzamento, definendolo "scienziato della politica ed eminente membro del Labour Party, insegnante alla London Scholl and Economics, del quale Laterza aveva pubblicato, su suggerimento di Croce, La libertà nello Stato moderno e Democrazia in crisi".

## Opere
- Studies in the problem of sovereignty (1917)
- Authority in the modern state (1919)
- Political thought in England. From Locke to Bentham (1920)
- Lenin and Mussolini, in Foreign Affairs vol. 2, n. 1, Sep. 15, 1923, pp. 43-54.
- The position of Parties and the right of dissolution (1924)
- The problem of a Second Chamber (1924)
- A grammar of politics (1925)
- Communism, 1927
- Liberty in the modern state (19301931)
- Democracy in crisis, 1933
- The state in theory and practice, 1935
- The rise of european liberalism (1936);
- Parliamentary government in England: a commentary (1938)
- Reflections on the revolution of our time, 1943
- Faith, reason, civilisation, 1944
- The american democracy: a commentary and an interpretation (1948).